# Breta sögur
Breta sögur (o La historia de los britones) es una de las sagas caballerescas, una traducción en nórdico antiguo fechada hacia el siglo XIV de la obra Historia Regum Britanniae de Godofredo de Monmouth. Se conserva junto a Trójumanna saga en Hauksbók (AM 544 4.º) y AM 573 4.º., este último contiene también un fragmento de una página de la segunda parte de Parcevals saga, conocida como Valvers þáttr. Se ha planteado la posibilidad que el autor de la traducción fue Gunnlaugr Leifsson, un monje benedictino del monasterio de Þingeyrar. En 1968 se descubrió en Trinity College de Dublín un texto completo de Breta sögur en un fragmento seriamente dañado que había sido usado como refuerzo para la unión  con el lomo de un manuscrito islandés.